# Kocięcin-Tworki
Kocięcin-Tworki (prononciation : [kɔˈt͡ɕent͡ɕin ˈtfɔrki]) est un village polonais de la gmina de Płońsk dans le powiat de Płońsk de la voïvodie de Mazovie dans le centre-est de la Pologne.
Il se situe à environ 13 kilomètres au nord-est de Raciąż (siège de la gmina), 28 kilomètres au nord de Płońsk (siège du powiat) et à 89 kilomètres au nord-ouest de Varsovie (capitale de la Pologne).
Le village compte approximativement une population de 50 habitants en 2013.

## Histoire
De 1975 à 1998, le village appartenait administrativement à la voïvodie de Ciechanów.